# Аландруал
Аландруа́л (порт. Alandroal; МФА: [ɐ.ɫɐ̃.dɾu.ˈaɫ]) — муніципалітет і містечко в Португалії, в окрузі Евора. Розташований у південно-східній частині країни, на теренах історичної португальської провінції Алентежу. Належить до Еворської діоцезії Католицької церкви в Португалії. Права міського самоврядування має з 1486 року. Поділяється на 4 парафії. За адміністративним поділом, чинним до 1976 року, був складовою провінції Верхнє Алентежу. Площа муніципалітету — 542,68 км², населення муніципалітету — 5843 ос. (2011); густота населення — 10,77 осіб/км²
. Патрон — Діва Марія. Святковий день муніципалітету — 1-й понеділок після Пасхи. Поштовий індекс — 7250.  Код місцевої адміністративної одиниці — 0701. Складова статистичного регіону Алентежу.

## Географія
Аландруал розташований на сході Португалії, на сході округу Евора, на португальсько-іспанському кордоні.
Аландруал межує на півночі з муніципалітетом Віла-Вісоза, на сході — з Іспанією, на півдні — з муніципалітетами Моран і Регенгуш-де-Монсараш, на заході — з муніципалітетом Редонду.

## Історія
1486 року португальський король Жуан II надав Аландруалу форал, яким визнав за поселенням статус містечка та муніципальні самоврядні права.

## Населення
| Кількість мешканців | Кількість мешканців | Кількість мешканців | Кількість мешканців | Кількість мешканців | Кількість мешканців | Кількість мешканців | Кількість мешканців | Кількість мешканців | Кількість мешканців | Кількість мешканців | Кількість мешканців | Кількість мешканців | Кількість мешканців | Кількість мешканців |
| ------------------- | ------------------- | ------------------- | ------------------- | ------------------- | ------------------- | ------------------- | ------------------- | ------------------- | ------------------- | ------------------- | ------------------- | ------------------- | ------------------- | ------------------- |
| 1864                | 1878                | 1890                | 1900                | 1911                | 1920                | 1930                | 1940                | 1950                | 1960                | 1970                | 1981                | 1991                | 2001                | 2011                |
| 5 845               | 6 751               | 6 604               | 7 493               | 8 542               | 9 046               | 10 444              | 12 421              | 12 502              | 12 089              | 9 480               | 8 124               | 7 347               | 6 585               | 5 843               |